# Mawbanna

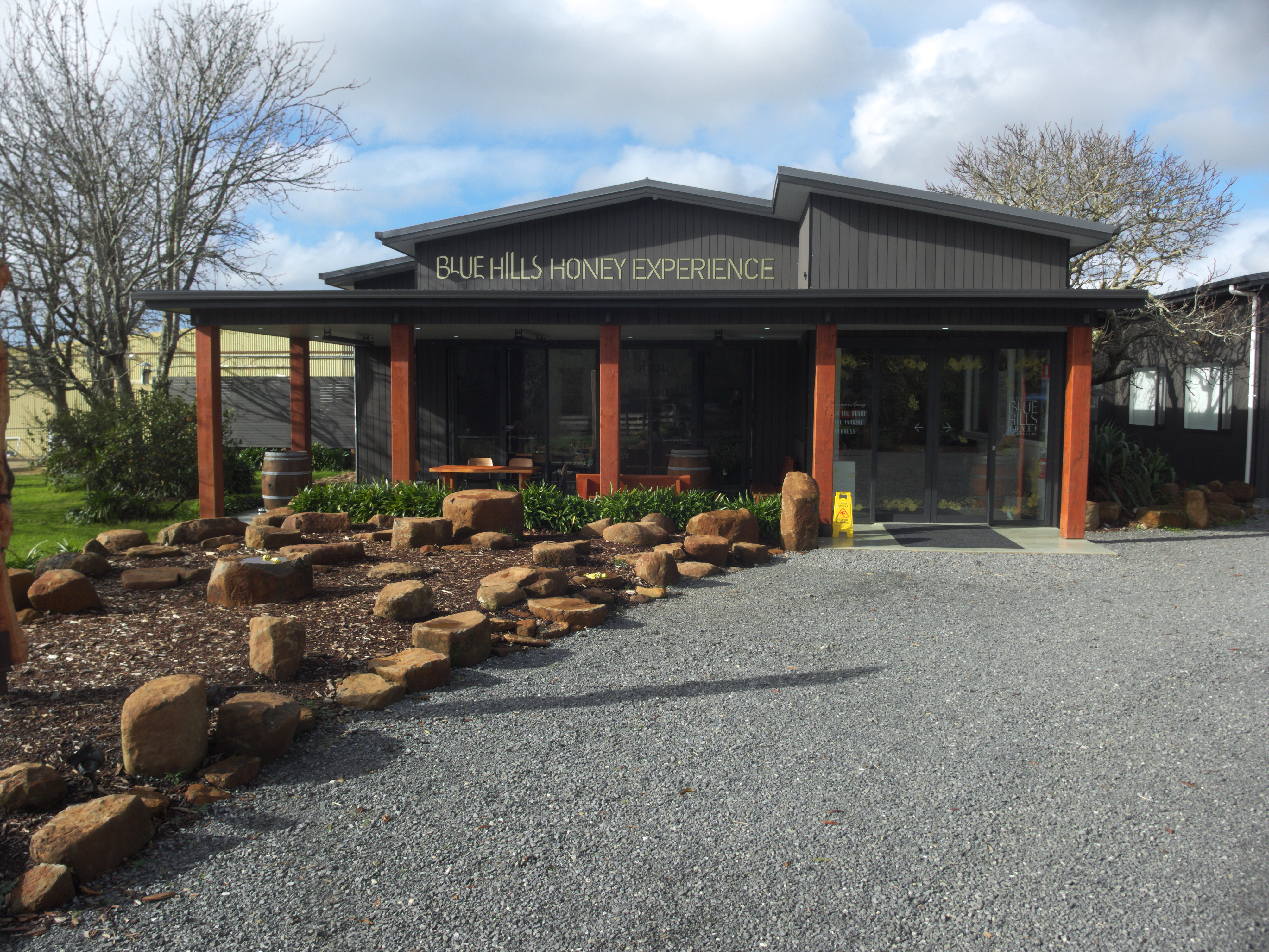
Marchand de miel sur Mawbanna Road en Tasmania.

Mawbanna est un hameau au nord-ouest de la Tasmanie en Australie à proximité du village de Stanley et à 40 kilomètres au sud est de la ville de Smithton. Selon le recensement de 2021 le village comptait 112 habitants.
Il est situé dans une région de forêts denses.
Le hameau est connu pour être le lieu où a été abattu le dernier thylacine encore en liberté[réf. nécessaire].